# Što, kako & za koga
Što, kako & za koga/WHW (kolokvijalno WHW kolektiv, eng. What, How & for Whom/WHW) je kustoski kolektiv koji djeluje u Zagrebu, Beču i Berlinu. Članice kustosice su: Ivet Ćurlin, Ana Dević, Nataša Ilić i Sabina Sabolović te dizajner i publicist Dejan Kršić. Od 2003. godine WHW kolektiv vodi Galeriju Nova, neprofitnu galeriju u centru Zagreba u vlasništvu Grada.

## Povijest
Prvi projekt ovog kolektiva je organiziranje velike skupne izložbe 2000. godine povodom 152. godišnjice objavljivanja Komunističkog manifesta. Na toj su izložbi sudjelovali brojni domaći i međunarodni autori raznih generacija, a kustosice su već prilikom tog prvog projekta nastupile s tezama da je potrebno usvojiti i problematizirati kontinuitet progresivnog umjetničkog djelovanja.
Uslijedio je projekt Broadcasting godine 2001.-2002. koji je bio posvećen Nikoli Tesli. Godine 2008. WHW kolektiv je dobio Nagradu za kulturu i teoriju Igor Zabel koju dodjeljuje Erste zaklada.
Godine 2018. WHW kolektiv inicira WHW Akademiju. To je nezavisni, besplatni, interdisciplinarni studijski program za mlade umjetnike. Godine 2019. članice kolektiva Ivet Ćurlin, Nataša Ilić i Sabina Sabolović imenovane su za umjetničke direktorice Kunsthalle u Beču.

## Odabrane izložbe
U velike međunarodne izložbene projekte kolektiva ubrajaju se:
- Collective Creativity, Kunsthalle Fridericianum, Kassel, 2005. godina;
- 11. Istanbulski bijenale, What Keeps Mankind Alive?, Istanbul, 2009. godine;
- One Needs to Live Self-Confidently… Watching, Hrvatski paviljon 54. bijenalea u Veneciji, 2011. godine;
- Really Useful Knowledge, Museo Nacional Centro de Arte Reina Sofia, Madrid, 2014. godine;
- David Maljković: Retrospektiva po dogovoru, Galerija Nova i različite lokacije u Zagrebu, 2015. godine;
- Janje moje malo  (Sve što vidimo moglo biti i drugačije), serija izložbi na različitim lokacijama u Zagrebu (2016. i 2017. godine) i Londonu (2017. godine) u suradnji s Kathrin Rhomberg i Emily Pethick.

## Vanjske poveznice
- Mrežna stranica WHW kolektiva
- https://akademija.whw.hr/
- https://kunsthallewien.at/